# Primeiro-ministro da Croácia
O primeiro-ministro da Croácia, oficialmente presidente do Governo da República da Croácia (Croata: Predsjednik Vlade Republike Hrvatske) é o chefe de governo da Croácia. Na ordem de precedência formal em matérias cerimoniais, a posição de primeiro-ministro é a terceira mais importante do Estado, atrás do Presidente da República e do Presidente do Parlamento. A Constituição da Croácia prescreve que o Parlamento "supervisiona" o Governo (Artigo 81) e que o Presidente da República "assegura a estabilidade e o funcionamento regular e equilibrado do governo" (como um todo; Artigo 94), enquanto que o Governo é introduzido no Artigo 108.
O primeiro-ministro é hoje o mais poderoso e mais importante cargo do sistema governamental croata. Desde 2000, o primeiro-ministro tem aglomerado vários poderes constitucionais, e é apresentado primeiro que o Governo no texto da Constituição, nos Artigos 87, 97, 99, 100, 101, 103 e 104. O atual primeiro-ministro é Andrej Plenković. O Governo da Croácia reúne-se no Branski dvori, um edifício histórico localizado na parte ocidental da Praça de São Marcos em Zagrebe.

## História
O primeiro chefe de governo e primeiro-ministro (Predsjednik Vlade, literalmente "presidente do Governo") da Croácia (na altura a República Popular da Croácia) foi Vladimir Bakarić, que tomou posse a 14 de abril de 1945. A posição era na altura, tal como é hoje, a mais poderosa do Estado (que fazia na altura parte da República Socialista Federativa da Jugoslávia). O nome do cargo foi alterado oito anos depois, aquando das reformas constitucionais jugoslavas de 1953, para "Presidente do Conselho Executivo" (Predsjednik Izvršnog Vijeća), e continuou a ser o cargo central da política croata, apesar do aparecimento de um Presidência coletiva (anteriormente a função na sua maioria nominal da chefia do Estado pertencia ao presidente do parlamento croata, o Sabor). Após novas reformas constitucionais em 1990, o cargo foi novamente renomeado para o seu nome original de primeiro-ministro (Predsjednik Vlade, presidente do Governo). Desde então, a Croácia teve nove primeiros-ministros, oito dos quais foram nomeados pela União Democrática Croata. O primeiro primeiro-ministro após as reformas constitucionais de 1990 foi Stjepan Mesić, que tomou posse a 30 de maio de 1990. Franjo Gregurić foi o primeiro primeiro-ministro da Croácia após a secessão da Jugoslávia.

## Lista de chefes de governo

### Invasão fascista à Jugoslávia
A Jugoslávia foi invadida por Mussolini, e foi divida em Protetorado de Montenegro, Governo da Salvação Nacional, e Estado Independente da Croácia. A lista desta seção, mostra os primeiros-ministros do Estado Independente da Croácia.
| Nº | Primeiro-Ministro | Primeiro-Ministro | Início do governo      | Fim do governo         |  |
| -- | ----------------- | ----------------- | ---------------------- | ---------------------- |  |
| 1  | Ante Pavelić      |                   | 10 de abril de 1941    | 02 de setembro de 1943 |  |
| 2  | Nikola Mandić     |                   | 02 de setembro de 1943 | 08 de maio de 1945     |  |

### Período jugoslavo
Na República Socialista da Croácia, que era na altura uma das república federais da Jugoslávia, existia um sistema de partido único. Durante este período houve doze chefes de governo, todos funcionários do Partido Comunista da Iugoslávia (KPJ), que foi reformado e rebatizado de Liga de Comunistas da Jugoslávia (SKJ) em 1952. O partido federal estava organizado em seis suborganizações – os partidos das repúblicas, um por cada uma das seis república federais. Os políticos e primeiros-ministros croatas da altura eram membros da Liga de Comunistas da Jugoslávia, através da sua inscrição na Liga de Comunistas da Croácia (SKH), a entidade croata do partido federal (como acontecia com todos os políticos croatas).

#### Ministro para a Croácia
| Nº | Ministro para a Croácia | Ministro para a Croácia | Início do mandato  | Fim do mandato      | Partido                         |
| -- | ----------------------- | ----------------------- | ------------------ | ------------------- | ------------------------------- |
| -  | Pavle Gregorić          |                         | 7 de março de 1945 | 14 de abril de 1945 | Partido Comunista da Iugoslávia |

#### Primeiro-ministro (Presidente do Governo)
| Nº | Presidente do Governo | Presidente do Governo | Início do mandato   | Fim do mandato         | Partido                                                                                        |
| -- | --------------------- | --------------------- | ------------------- | ---------------------- | ---------------------------------------------------------------------------------------------- |
| 1  | Vladimir Bakarić      |                       | 14 de abril de 1945 | 6 de fevereiro de 1953 | Partido Comunista da Iugoslávia (até 1952) Liga de Comunistas da Jugoslávia (a partir de 1952) |

#### Presidentes do Conselho Executivo
| Nº | Presidente do Conselho Executivo | Presidente do Conselho Executivo | Início do mandato      | Fim do mandato     | Partido |
| -- | -------------------------------- | -------------------------------- | ---------------------- | ------------------ | --- |
| 1  | Vladimir Bakarić                 |                                  | 6 de fevereiro de 1953 | dezembro de 1953   | Liga de Comunistas da Jugoslávia                                                                                         |
| 2  | Jakov Blažević                   |                                  | dezembro de 1953       | julho de 1962      | Liga de Comunistas da Jugoslávia                                                                                         |
| 3  | Zvonko Brkić                     |                                  | julho de 1962          | junho de 1963      | Liga de Comunistas da Jugoslávia                                                                                         |
| 4  | Mika Špiljak                     |                                  | junho de 1963          | maio de 1967       | Liga de Comunistas da Jugoslávia                                                                                         |
| 5  | Savka Dabčević-Kučar             |                                  | maio de 1967           | maio de 1969       | Liga de Comunistas da Jugoslávia                                                                                         |
| 6  | Dragutin Haramija                |                                  | maio de 1969           | dezembro de 1971   | Liga de Comunistas da Jugoslávia                                                                                         |
| 7  | Ivo Perišin                      |                                  | dezembro de 1971       | abril de 1974      | Liga de Comunistas da Jugoslávia                                                                                         |
| 8  | Jakov Sirotković                 |                                  | abril de 1974          | 9 de maio de 1978  | Liga de Comunistas da Jugoslávia                                                                                         |
| 9  | Petar Fleković                   |                                  | 9 de maio de 1978      | maio de 1982       | Liga de Comunistas da Jugoslávia                                                                                         |
| 10 | Ante Marković                    |                                  | maio de 1982           | maio de 1986       | Liga de Comunistas da Jugoslávia                                                                                         |
| 11 | Antun Milović                    |                                  | 10 de maio de 1986     | 30 de maio de 1990 | Liga de Comunistas da Jugoslávia (até janeiro de 1990) Partido Social-Democrata da Croácia (a partir de janeiro de 1990) |

### Transição da Jugoslávia
Após as mudanças democráticas que permitiram a realização de eleições multipartidárias na Jugoslávia, realizaram-se as eleições parlamentares croatas de 1990, e pela primeira vez desde a Segunda Guerra Mundial foi eleito um governo sem membros da Liga de Comunistas da Croácia. Stjepan Mesić liderou o primeiro governo, e apesar do facto de o país estar ainda sob uma constituição socialista assim como sob soberania jugoslava, este governo é tido como o "primeiro" governo da Croácia atual.
O recém-eleito parlamento procedeu a mudanças na constituição, e a 22 de dezembro de 1990, a chamada "Constituição do Natal" definiu a República da Croácia e a sua estrutura governamental.
Desde a constituição de 1990 a Croácia era uma república semi-presidencial, o que significava que o Presidente da Croácia tinha largos poderes executivos, incluindo a nomeação do primeiro-ministro e a dissolução do governo.
| Nº     | Presidente do Governo | Presidente do Governo | Início do mandato    | Fim do mandato       | Partido                  |
| ------ | --------------------- | --------------------- | -------------------- | -------------------- | ------------------------ |
| 1 (12) | Stjepan Mesić         |                       | 30 de maio de 1990   | 24 de agosto de 1990 | União Democrática Croata |
| 2 (13) | Josip Manolić         |                       | 24 de agosto de 1990 | 17 de julho de 1991  | União Democrática Croata |
| 3 (14) | Franjo Gregurić       |                       | 17 de julho de 1991  | 12 de agosto de 1992 | União Democrática Croata |

### Desde a independência
A Croácia proclamou a independência da Jugoslávia a 25 de junho de 1991, no seguimento do referendo de independência de 1991. Contudo, o país assinou em julho de 1991 o Acordo de Brijuni no qual acordou adiar a declaração formal de independência por três meses. Entretanto, seguiu-se a Guerra de Independência da Croácia, e o governo de Gregurić foi organizado como um governo de unidade nacional. Em outubro do mesmo ano, a Croácia declarou formalmente a independência. Foi internacionalmente reconhecida em janeiro de 1992 e admitida nas Nações Unidas em maio do mesmo ano.
Ate ao ano 2000, o país operou com um sistema semipresidencial. No seguimento das eleições gerais croatas de janeiro de 2000, a coligação vencedora de centro-esquerda liderada pelo Partido Social-Democrata da Croácia emendou a Constituição e efetivamente despojou o Presidente da maioria dos seus poderes executivos, fortalecendo o papel do Parlamento e do primeiro-ministro, transformando o regime numa república parlamentar.
| Nº      | Presidente do Governo | Presidente do Governo | Início do mandato      | Fim do mandato         | Partido                             |
| ------- | --------------------- | --------------------- | ---------------------- | ---------------------- | ----------------------------------- |
| 4 (15)  | Hrvoje Šarinić        |                       | 12 de agosto de 1992   | 3 de abril de 1993     | União Democrática Croata            |
| 5 (16)  | Nikica Valentić       |                       | 3 de abril de 1993     | 7 de novembro de 1995  | União Democrática Croata            |
| 6 (17)  | Zlatko Mateša         |                       | 7 de novembro de 1995  | 27 de janeiro de 2000  | União Democrática Croata            |
| 7 (18)  | Ivica Račan           |                       | 27 de janeiro de 2000  | 23 de dezembro de 2004 | Partido Social-Democrata da Croácia |
| 8 (19)  | Ivo Sanader           |                       | 23 de dezembro de 2004 | 6 de julho de 2009     | União Democrática Croata            |
| 9 (20)  | Jadranka Kosor        |                       | 6 de julho de 2009     | 23 de dezembro de 2011 | União Democrática Croata            |
| 10 (21) | Zoran Milanović       |                       | 23 de dezembro de 2011 | 22 de julho de 2016    | Partido Social-Democrata da Croácia |
| 11 (22) | Tihomir Orešković     |                       | 22 de julho de 2016    | 19 de outubro de 2016  | Independente                        |
| 11 (23) | Andrej Plenković      |                       | 19 de outubro de 2016  | Presente               | União Democrática Croata            |